# マルク・アフサラゴフ
マルク・ガヴリロヴィチ・アフサラゴフ（ロシア語: Марк Гаврилович Авсарагов, 1888年10月24日 - 1937年6月5日）、本名ゼガ・ザボエヴィチ・アフサラゴフ (Дзега Дзабоевич Авсарагов) は、オセット人の革命家・政治家。1920年代の山岳自治ソビエト社会主義共和国で要職を歴任した。

## 生涯

### 少年期
1888年10月24日、ロシア帝国テレク州フリスチアノフスコエの裕福な農家に生まれた。フリスチアノフスコエは当時のテレク州では最も教育の行き届いた先進的な村であったが、両親はともに文盲であった。アフサラゴフは村の教区学校を卒業すると、両親の強い勧めによってウラジカフカス古典ギムナジウムへと進んだ。ウラジカフカスでアフサラゴフは、グバディ・ザグロフ、ザンダル・エルバエフ、チェルメン・バエフ、アンドレイ・ゴスチエフ (ru)、アンドレイ・タボロフ（母方のおじ）、アリハン・サラモフ、カルマン・アコエフ、カズベク・ボルカエフ、ミハイル・ソビエフ、エルブィズドゥイコ・ブリタエフなど、革命志向のオセット人の若者たちと出会った。
アフサラゴフは1905年からのロシア第一革命にも参加し、ウラジカフカスでは黒百人組との武力衝突にも遭遇。多くの仲間を失ったアフサラゴフは翌1906年に社会革命党に入党し、またヴィッサリオン・ベリンスキー、ニコライ・チェルヌィシェフスキー、ニコライ・ネクラーソフ、レフ・トルストイ、フョードル・ドストエフスキーなどのロシア文学の影響も受けた。

### 大学時代
1908年にアフサラゴフはウラジカフカス・ギムナジウムの8クラスを卒業し、サンクトペテルブルク大学歴史・文献学部へと進んだ。しかし1911年に同大学法学部へ転籍し、1916年に第3コースで法学部を卒業した。アフサラゴフは在学中も港湾労働者や家庭教師として働くとともに、地下学生組織でも活動。その一方で1910年夏には故郷へ戻り、多くの民話・伝承の収集を行っている。
しかしマルクの帰郷中、村ではアフサラゴフ家と有力者アコエフ家との間に諍いが持ち上がった。両家は親類であったにもかかわらず、些細な交通事故に端を発する争いは、痴情の縺れも絡んで流血の衝突へと発展した。双方に犠牲者を出したこの衝突の結果、アフサラゴフ家は屋敷を失い、マルクも兄弟と従兄弟を殺された。この時、マルクはザグロフへ宛てた手紙で、オセット人の間に残る「血の復讐」の因習を強く批判し、この旧弊が根絶されるまで故郷には戻らない、と書いている。

### 革命期
1916年にペテルブルク大学を卒業するや、アフサラゴフはロシア帝国軍へ徴兵され、レーヴェリ要塞へと配属された。そして翌1917年に二月革命が発生すると、アフサラゴフは要塞労兵革命ソビエトの代議員に選出され、さらにレーヴェリ労兵ソビエト副議長にも選出された。同年には、ボリシェヴィキの勢力下にあったエストリャント県およびリフリャント県の委員部メンバーとして活発な革命運動に関わり、もはや社会革命党とは対立するようになった。
同年の十月革命に際しては、アフサラゴフは全ロシア労兵ソビエト第2回大会出席者として、平和に関する布告および土地に関する布告の採択に関与。この大会では一貫してボリシェヴィキの提案・決議・法案に賛同したため、社会革命党から除名を受けた。その一方で10月31日には、レーヴェリ・ソビエトからの全会一致で陸海軍大会への代議員へ選出されている。また同時にレーヴェリ要塞軍事革命ソビエトのメンバーとなり、翌月にはレーヴェリ要塞地区軍事委員にも就いた。年内には非党員ながらボリシェヴィキの信頼を受け、個別編制委員、オロネツ軍集団軍事ソビエトメンバーにも就いている。
翌1918年にレーヴェリがドイツ帝国軍の侵入を受けると、アフサラゴフは設立されたばかりの赤軍に入隊し、20対1の彼我兵力差のなか、指揮官としてドイツ軍を退けた。ナルヴァ、プスコフとペトログラードへのドイツ軍の侵攻を阻止した功績を高く評価され、アフサラゴフはムルマンスク・白海地区非常軍事副委員に任命された。軍では、ヤーコフ・ペテルスとも個人的な親交を持った。
アフサラゴフは同年末にボリシェヴィキ党員となり、11月25日から12月29日まで赤軍第7軍の第19狙撃師団軍事委員に就いた。翌1919年にはペトログラード技術防衛軍事委員となり、同年10月9日から12月19日までは第15軍 (ru) でも第19狙撃師団軍事委員に就いた。ペトログラードを脅かしたニコライ・ユデーニチ軍の撃退後は、北からもペトログラードに迫るフィンランド白衛軍と戦った。

### 北カフカースでの活動
北カフカースがアントーン・デニーキン軍から解放されると、アフサラゴフは赤軍西部戦線第7軍の命によって、ソビエト権力強化のためオセチアへ送られた。そして翌1920年6月9日には、テレク州軍事委員によりウラジカフカス軍事委員に任ぜられた。翌1921年1月17日から年内までは山岳自治ソビエト社会主義共和国民族問題人民委員部議長にも就任している。
同年2月14日には、北オセチアの文盲根絶に大きな役割を果たすことになるウラジカフカス管区 (ru) 執行委員会令に署名している。同年にはオセチアに「血の復讐」和解委員会を設置させ、これによって5月15日、アフサラゴフ家＝アコエフ家間のものを含めたオセチア各地の血族争いはようやく沈静化した。同じく同年にはオセチアの有望な若者たちをペトログラードへ留学させ、その中にはヴァシリー・アバエフ、ゲオルギー・メドエフ (ru)、ソスランベク・タヴァシエフ (ru)、ラマザン・ボルカエフ (ru)、アレクサンドル・ゴコエフらも含まれていた。
アフサラゴフは同年からはウラジカフカス管区ソビエト執行委議長に、同時期には山岳自治共和国内務人民委員に就き、その後1924年1月から7月までは同国中央執行委議長を、次いで北カフカース地方国民経済会議地域経済部部長や北カフカース国民経済会議幹部会メンバーを務めた。また、全ロシア中央執行委附属北オセチア自治州代表事務所所長でもあった。
農業部門の指導者としてアフサラゴフは、ギゼリドン水力発電所、ミズル精鉱工場、ベスラントウモロコシコンビナート、ディゴラ精鉱運河、「エレクトロツィンク」工場の拡大に尽力。また、1925年4月1日には非スラヴ人地域としては初となる研究機関、北オセチア科学調査研究所 (ru, SONII) の成立にも関わった。この時、アフサラゴフは私蔵するヴァシリー・ポットのカフカース史関連全集などの稀覯本を、SONIIに寄贈している。また、SONII最初の綱領策定にも関わり、それを北オセチア自治州執行委員会幹部会に承認させている。

### 失脚後
アフサラゴフは第8回 (ru) から第10回までの全ロシア・ソビエト大会にも出席し、1922年12月30日のソビエト連邦結成宣言にも関わった。しかし1930年代に入ると政治的抑圧の犠牲となり、1935年には党イラフ地区委書記へ降格され、やがて体調を崩した。アフサラゴフは寝たきりになるまで公務を続けたにもかかわらず、ほどなく重大な党憲章違反を理由に党を除名された。そして1937年6月5日にオルジョニキゼで死去し、翌6日に故郷ディゴラの南西墓地に葬られた。葬儀に参列したかつての同志は、山岳自治共和国時代の内務副人民委員N・サラモフのみであった。
今日のディゴラではマルク・アフサラゴフの名は忘れられており、その親類も街には残っていない。アフサラゴフが果たした大きな役割に反して、ディゴラには彼の像も記念碑も、名を冠した通りも存在しない。